# Madonna (maleri)
 For alternative betydninger, se Madonna. (Se også artikler, som begynder med Madonna)
Madonna er navnet på flere værker af den norske kunstner Edvard Munch, det første malet i 1893-1894, senere gentaget i flere versioner både som grafik og maleri.
Madonna var et af to malerier af Edvard Munch, der blev stjålet af bevæbnede røvere i august 2004 fra Munchmuseet i Oslo og senere generhvervet i august 2006.